# KTM 250 EXC
La 250 EXC est un modèle de motocyclette du constructeur KTM.

## Informations complémentaires
- Graissage par mélange 1:60
- Graissage de la boîte : 0,7 l Motorex Top Speed 15W40
- Transmission primaire : 26:72
- Transmission finale : 14:40
- Allumage : Kokusan digital 2K-3
- Démarrage : kick
- Boucle arrière de cadre : Aluminium 7020
- Guidon : Magura Aluminium Ø 28/22 mm
- Chaîne : à joints X 5/8 x 1/4" |
- Silencieux : Aluminium
- Garde au sol : 385